# Nuars
Nuars is een gemeente in het Franse departement Nièvre (regio Bourgogne-Franche-Comté) en telt 142 inwoners (2009). De plaats maakt deel uit van het arrondissement Clamecy.

## Geografie
De oppervlakte van Nuars bedraagt 16,1 km², de bevolkingsdichtheid is 9,1 inwoners per km².
De onderstaande kaart toont de ligging van Nuars met de belangrijkste infrastructuur en aangrenzende gemeenten.

## Demografie
Onderstaande figuur toont het verloop van het inwonertal (bron: INSEE-tellingen).

## Geboren
- Danièle Gaubert (1943-1987), Frans actrice